# Засухин, Николай Николаевич
Николай Николаевич Засухин (7 апреля 1922 — 25 августа 1992) — советский актёр театра и кино; народный артист РСФСР (1964). Участник Великой Отечественной войны.

## Биография
Родился 7 апреля 1922 года в посёлке Иващенково (ныне Чапаевск, Самарская область).
Служил в РККА с 1940 года в течение шести лет. Окончил Челябинское военное авиационное училище и Котласское военное аэросанное училище. На фронтах Великой Отечественной войны — с декабря 1941 года. Служил командиром боевых аэросаней в батальоне (старшина) на Северо-Западном и Сталинградском фронтах. В 1944 году получил ранение, последний год войны служил чертёжником. Демобилизован в 1946 году.
С 1947 по 1948 год учился в студии при Куйбышевском театре имени Горького, стал актёром этого театра и служил на этой сцене до 1972 года.
С 1972 года — во МХАТе имени М. Горького.
Манере Николая Засухина были присущи темперамент, мягкий юмор, стремление к внутреннему перевоплощению, пластичность и острый рисунок роли.
В многочисленной труппе МХАТа актёр работал меньше чем в Куйбышеве и после раскола театра ушёл в театр Т. В. Дорониной.
В кино Засухин снимался нечасто, играя преимущественно чиновников и партийных работников: заместитель председателя Совета министров СССР («Твой современник»), В. И. Ленин («Поезд в завтрашний день»), Смоленцев («Комитет 19-ти»), Владимир Шарапов («Гонки по вертикали»), Лженикодимов («Свой среди чужих, чужой среди своих»), Железненький («Развлечение для старичков»), Ковалёв («Легко быть добрым»). В ряде фильмов сыграл, благодаря внешнему сходству, В. М. Молотова. Известность получила также роль балтийского немца Оскара Папке, унтершарфюрера СС, в киноэпопее «Щит и меч».
Жена — актриса Нина Засухина (1927 — 2023), заслуженная артистка РСФСР.
Скончался 25 августа 1992 года. Похоронен в Москве на Ваганьковском кладбище (32 участок).

## Признание и награды
- Заслуженный артист РСФСР (13.5.1960),
- Народный артист РСФСР (1964),
- Орден Отечественной войны II степени (6.4.1985)[4],
- Медали СССР.

## Творчество

### Роли в театре
Куйбышевский театр драмы имени М. Горького (1959-1963)
- 1959 — «Дело Артамоновых» М. Горький — Артамонов
- 1962 — «Ричард III» У. Шикспир — Ричард
- 1963 — «Мать» М. Горький — Павел

### МХАТ (1973-1988)
- 1973 — «Кремлёвские куранты» Н. Ф. Погодина — Ленин
- 1974 — «Иван и Ваня» по пьесе Л. Чекалова — Иван
- 1974 — «Шестое июля» М. Ф. Шатрова — Ленин
- 1975 — «Медная бабушка» Л. Г. Зорина — Иван Филиппович
- 1975 — «Эшелон» М. М. Рощина — Фёдор Карлыч
- 1976 — «Валентин и Валентина» М. М. Рощина — Прохожий
- 1977 — «Мятеж» по Д. А. Фурманову — Мамелюк
- 1980 — «Возчик Геншель» Г. Гауптмана — Фабиг
- 1986 — «Тамада» А. М. Галина — дядя Митя
- 1987 — «На дне» М. Горького — Лука
- 1988 — «Прощание с Матёрой» В. Г. Распутина — дед Егор

### Фильмография
| Год  |   | Название                                   | Роль                                                   |
| ---- | - | ------------------------------------------ | ------------------------------------------------------ |
| 1967 | ф | Твой современник                           | заместитель председателя Совета министров СССР         |
| 1968 | ф | Щит и меч                                  | Оскар Папке                                            |
| 1969 | ф | Тревожные ночи в Самаре                    | Имя персонажа не указано                               |
| 1970 | ф | Поезд в завтрашний день                    | В. И. Ленин                                            |
| 1972 | ф | Свеаборг                                   | Сергей Фёдорович Власин, командир роты                 |
| 1972 | ф | Комитет 19-ти                              | Смоленцев                                              |
| 1974 | ф | Свой среди чужих, чужой среди своих        | рабочий Никодимов                                      |
| 1974 | ф | Все улики против него                      | генерал милиции                                        |
| 1974 | ф | Выбор цели                                 | В. М. Молотов                                          |
| 1976 | ф | Легко быть добрым                          | Федор Михайлович Ковалев, главный конструктор          |
| 1976 | ф | Развлечение для старичков                  | Железненький                                           |
| 1977 | с | Хождение по мукам                          | Беляков                                                |
| 1977 | ф | Солдаты свободы                            | В. М. Молотов                                          |
| 1977 | ф | До последней капли крови — Польша          | В. М. Молотов                                          |
| 1978 | ф | Приказ номер один — Экранизация спектакля  | Хаскюля                                                |
| 1978 | ф | Эцитоны Бурчелли — Экранизация спектакля   | Деревушкин Платон Петрович                             |
| 1978 | ф | Территория                                 | Робыкин                                                |
| 1980 | ф | Мятеж — Экранизация спектакля              | Мамелюк, Степаныч, оскомпродив                         |
| 1981 | ф | Факты минувшего дня                        | Кэррол Найк                                            |
| 1981 | ф | Любовь моя вечная                          | Григорий Семёнович Рухин                               |
| 1982 | ф | Инспектор ГАИ                              | директор универсама                                    |
| 1983 | ф | Подросток                                  | Николай Семёнович                                      |
| 1983 | ф | Взятка. Из блокнота журналиста В. Цветкова | первый секретарь райкома КПСС Соколовский              |
| 1983 | ф | Гонки по вертикали                         | Владимир Иванович Шарапов                              |
| 1984 | с | ТАСС уполномочен заявить…                  | Макаров                                                |
| 1984 | ф | Профессия — следователь                    | Имя персонажа не указано                               |
| 1984 | ф | Клиника                                    | Пятиглазов                                             |
| 1984 | ф | Стратегия победы                           | журналист                                              |
| 1984 | ф | Право на выбор                             | Шеин                                                   |
| 1984 | ф | Победа                                     | В. М. Молотов                                          |
| 1985 | ф | Битва за Москву                            | В. М. Молотов                                          |
| 1985 | ф | Мы обвиняем                                | Аллен Даллес                                           |
| 1985 | ф | Картина                                    | Николай Алексеевич Орешников, крупный чиновник         |
| 1986 | ф | 55 градусов ниже нуля                      | Сергей Борисович, директор металлургического комбината |
| 1986 | ф | Конец операции «Резидент»                  | Нестеров                                               |
| 1986 | ф | К расследованию приступить                 | Царьков Пётр Петрович                                  |
| 1987 | ф | Смысл жизни                                | В.М. Молотов                                           |
| 1987 | ф | Консультант по эпохе                       | Имя персонажа не указано                               |
| 1988 | ф | В связи с переходом на другую работу       | Имя персонажа не указано                               |
| 1989 | ф | Женщины, которым повезло                   | прокурор, начальник Нины                               |
| 1989 | ф | Закон                                      | В. М. Молотов                                          |
| 1989 | ф | Сталинград                                 | В. М. Молотов                                          |
| 1990 | с | Война на западном направлении              | В. М. Молотов                                          |
| 1992 | ф | Чёрный квадрат                             | Емельянов                                              |
| 1992 | ф | Уроки в конце весны                        | Семенюк, убеждённый коммунист, арестант                |
| 1993 | ф | Ангелы смерти                              | В. М. Молотов                                          |
| 2006 | ф | Тихий Дон                                  | генерал Сидорин (нет в титрах)                         |